# Maria Altheman
Maria Suelen Altheman (São Paulo, 12 d'agost de 1988) és una esportista brasilera que competeix en judo.
Va guanyar dues medalles al Campionat Mundial de Judo els anys 2013 i 2014, i set medalles al Campionat Panamericà de Judo entre els anys 2005 i 2016. Als Jocs Panamericans va aconseguir dues medalles els anys 2011 i 2015.

## Palmarès internacional
| Campionat Mundial    | Campionat Mundial           | Campionat Mundial | Campionat Mundial |
| Any                  | Lloc                        | Medalla           | Categoria         |
| -------------------- | --------------------------- | ----------------- | ----------------- |
| 2013                 | Rio de Janeiro ( Brasil)    | 2                 | +78 kg            |
| 2014                 | Txeliàbinsk ( Rússia)       | 2                 | +78 kg            |
| Jocs Panamericans    |                             |                   |                   |
| Any                  | Lloc                        | Medalla           | Categoria         |
| 2011                 | Guadalajara ( Mèxic)        | 3                 | +78 kg            |
| 2015                 | Toronto ( Canadà)           | 3                 | +78 kg            |
| Campionat Panamericà |                             |                   |                   |
| Any                  | Lloc                        | Medalla           | Categoria         |
| 2005                 | Caguas ( Puerto Rico)       | 3                 | +78 kg            |
| 2010                 | San Salvador ( El Salvador) | 3                 | +78 kg            |
| 2010                 | San Salvador ( El Salvador) | 3                 | Oberta            |
| 2011                 | Guadalajara ( Mèxic)        | 3                 | +78 kg            |
| 2012                 | Mont-real ( Canadà)         | 3                 | +78 kg            |
| 2014                 | Guayaquil ( Equador)        | 2                 | +78 kg            |
| 2016                 | l'Havana ( Cuba)            | 2                 | +78 kg            |